# 26-та зенітна дивізія (Третій Рейх)
26-та зенітна дивізія (нім. 26. FlaK-Division) — зенітна дивізія Вермахту, що діяла протягом Другої світової війни у складі Повітряних сил Третього Рейху.

## Історія з'єднання
Штаб 26-ї зенітної дивізії був сформований у Мюнхені на початку травня 1944 року на базі штабу 4-ї зенітної бригади. Штаб дивізії розмістився в Грюнвальді.
На момент заснування 26-та дивізія перебрала на себе керівництво зоною відповідальності своєї попередниці, 4-ї зенітної бригади, захист повітряного простору південної Баварії, Інсбрука та Зальцбурга, і, як особливість, оборона навколо Оберпфаффенгофена та Ердінга. Район оборони поділявся на п'ять полків різної чисельності підрозділів ППО. З'єднання перебувало в підпорядкуванні Люфтгау VII.
Незадовго до кінця війни 21-шу зенітну бригаду довелося розформувати, а значну частину зенітної бригади передали до дивізії. У березні-квітні 1945 р. велася підготовка до застосування 88-мм зенітних гармат проти наземних цілей. Дивізія продовжувала чинити опір до взяття Мюнхена наприкінці квітня 1945 року, але вже отримала наказ про розформування. Частини дивізії воювали до кінця війни, потім потрапили в американський полон і дивізія була остаточно розформована.

## Райони бойових дій
- Південна Німеччина та Австрія (травень 1944 — травень 1945)

## Командування

### Командири
- оберст Ернст Уль (травень — червень 1944)
- генерал-лейтенант Рудольф Айбенштайн (червень 1944 — травень 1945)

### Підпорядкованість
| Час       | Корпус        | Командування/Флот              | Штаб   |
| --------- | ------------- | ------------------------------ | ------ |
| 1944      |               |                                |        |
| 1 травня  | —             | VII Командування Люфтгау       | Мюнхен |
| 1945      |               |                                |        |
| 1 січня   | —             | VII Командування Люфтгау       | Мюнхен |
| 30 квітня | IV корпус ППО | Командування Люфтваффе «Захід» | Мюнхен |

### Склад
| 1 травня 1944                      | 1 грудня 1944       |
| ---------------------------------- | ------------------- |
| 19-й зенітний полк                 |                     |
| 55-й зенітний полк                 |                     |
| —                                  | 93-й зенітний полк  |
| —                                  | 114-й зенітний полк |
| —                                  | 115-й зенітний полк |
| 130-й зенітний полк                | —                   |
| —                                  | 148-й зенітний полк |
| 2-й прожекторний полк              | —                   |
| 8-й прожекторний полк              |                     |
| 147-й дивізіон повітряної розвідки |                     |